# Конклав 1669—1670 годов
Конклав 1669—1670 годов (21 декабря 1669 — 29 апреля 1670) был созван после смерти Папы Климента IX и завершился избранием кардинала Эмилио Альтьери Папой Климентом X. На выборах Коллегия кардиналов проявила почтение к французском королю Людовику XIV и дала возможность лояльным Испании кардиналам голосовать в соответствии со своей совестью. В конечном итоге пожилой Альтьери был избран при поддержке основных фракций внутри Коллегии.

## Предыстория
Климент IX в первую очередь назначал в коллегию итальянских кардиналов, назначив только одного французского и одного испанского кардиналов, когда ему потребовалась их помощь для отражения вторжения Османской империи на Крит. Он возвёл своих друзей в кардиналы, причем семеро из двенадцати, которых он назначил, были выходцами из его родной Тосканы. Климент IX не счёл себя обязанным назначить немецкого кардинала, поскольку император Священной Римской империи просил его о помощи в Венгрии. За несколько дней до своей смерти Климент IX назначил еще семь кардиналов, в результате чего число потенциальных выборщиков достигло максимума в семьдесят человек.
Во время своего понтификата Климент IX стремился дипломатическими средствами привлечь западноевропейские страны к защите Крита. Османы планировали наступление на венецианскую столицу острова Кандия. Он вмешался в Деволюционную войну и помог заключить мир, что увеличило вероятность того, что Испания и Франция окажут помощь Криту. Первоначально в 1668 году французы отправили на помощь Криту небольшой отряд, а в 1669 году увеличили численность своих войск. Это повлияло на исход османского наступления, и в сентябре 1669 года они захватили Кандию.
Внутри Коллегии кардиналов сложилась фракция кардиналов, не лояльная ни одной из католических монархий; их называли «Эскадрон Воланте» и они восстали во время конклава 1655 года. Название, которое переводится как «Летучий эскадрон», было дано им из-за поддержки кандидатов, которые, по их мнению, представляли интересы папства, а не кандидатов, поддерживаемых светским монархом. Кристина, королева Швеции, отрекшаяся от шведского престола и переехавшая в Рим, прежде чем принять католичество, выступала в качестве светского сторонника группы и особенно сблизилась с Дечио Аццолино младшим.

## Конклав

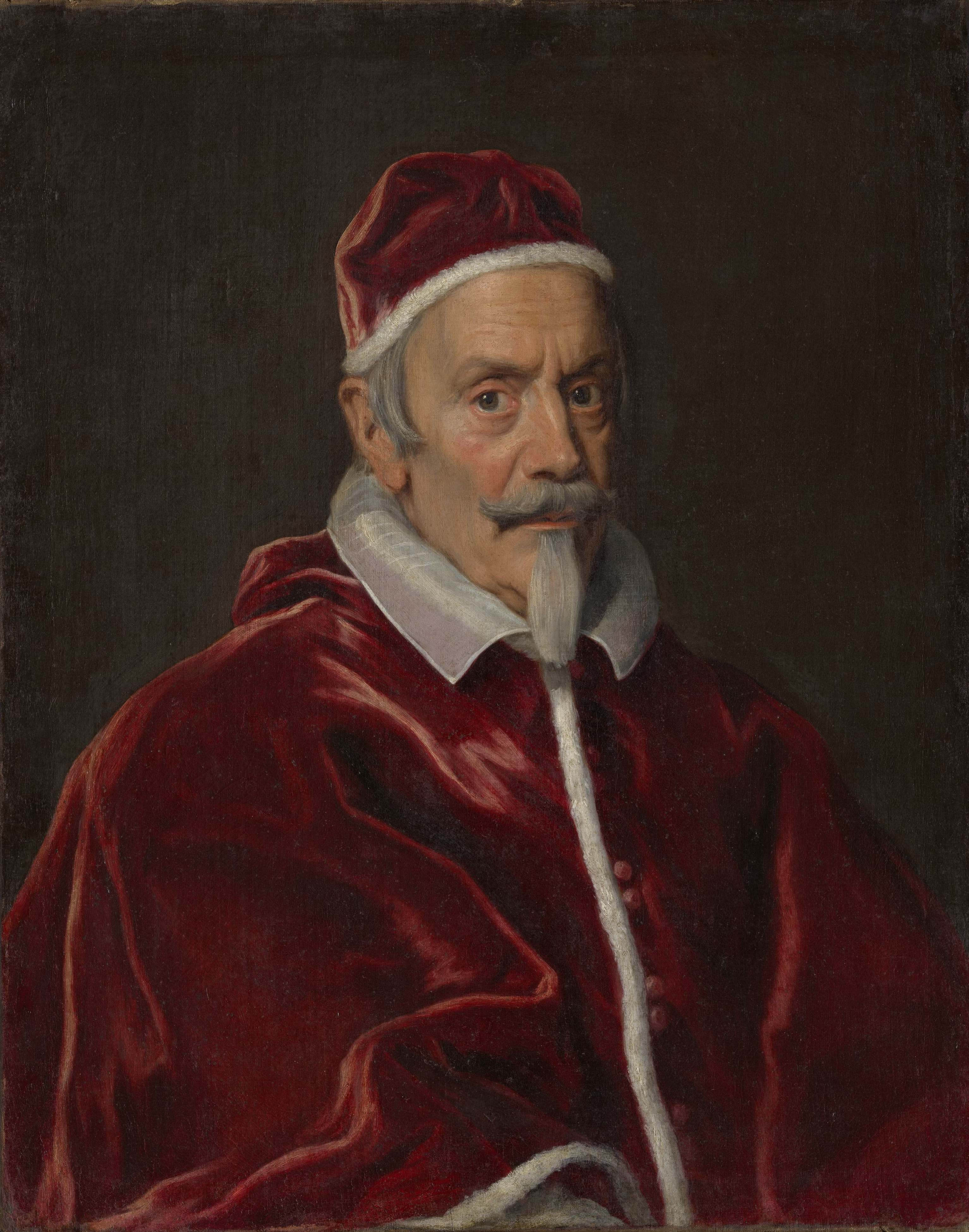
Папа Климент X

Кардиналы отложили конклав до прибытия посла французского короля Людовика XIV и французских кардиналов, что продемонстрировало влияние Франции в коллегии в то время. На открытии конклава 21 декабря 1669 года присутствовали пятьдесят четыре из семидесяти членов Коллегии кардиналов, а по ходу работы конклава прибыли ещё двенадцать кардиналов. Фракции относительно равномерно распределились между кардиналами, лояльными Испании и Франции, при этом каждая страна контролировала по восемь кардиналов. Влияние племянника Климента IX Якопо Роспильози на конклаве было относительно слабым, поскольку Климент IX назначил всего только восемь кардиналов, тогда как Флавио Киджи руководил двадцатью четырьмя креатурами Александра VII.
В то время в Коллегии кардиналов не было ни одного кардинала, который бы выделялся как явный фаворит, а число папабилей было больше, чем на большинстве конклавов. Согласно источникам того времени, считалось, что до 21 кардинала имели шанс быть избранными Папой.
Пьетро Видони пользовался поддержкой членов «Летучего эскадрона», а также Кристины Шведской и ее союзника Аццолино. Кроме того, против него не выступали ни Франция, ни Испания. Франческо Барберини, декан Коллегии кардиналов, выступил против Видони, поскольку его ранее не спрашивали о его кандидатуре.
16 января 1670 года к конклаву прибыл французский посол Шарль Д’Альбер д’Айи. 10 февраля он объявил, что Людовик XIV наложил вето на кандидата Киджи на папский престол — Шипионе Панноккьески д’Эльчи. Отклонение его кандидатуры вызвало у д’Эльчи сильное смущение, он заболел и вскоре скончался после того, как было объявлено о французском вето. После отклонение кандидатуры д’Эльчи среди кардиналов возникло замешательство относительно того, кого им следует избрать, поскольку ни один из существующих кандидатов не имел количественной возможности быть избранным Папой.
Затем кардиналы попытались снова избрать Видони, но теперь против него выступил Киджи из-за гнева на французов за отклонение кандидатуры д’Эльчи. Испанские кардиналы также действовали против Видони, намекая в какой-то момент на то, что Марианна Австрийская, королева-регентша Испании, отклонила кандидатуру Видони. Затем испанцы попытались избрать Бенедетто Одескальки, но д’Айи заявил, что никому не будет позволено быть избранным, если он не будет лоялен Людовику XIV. Вскоре испанцы дали понять, что их кардиналы могут голосовать за любого кандидата. Письмо было доставленное курьером сообщало, что Мариана Австрийская на самом деле не отклоняла кандидатуру Видони или кого-либо ещё из членов коллегии.

## Избрание Папы Климента X

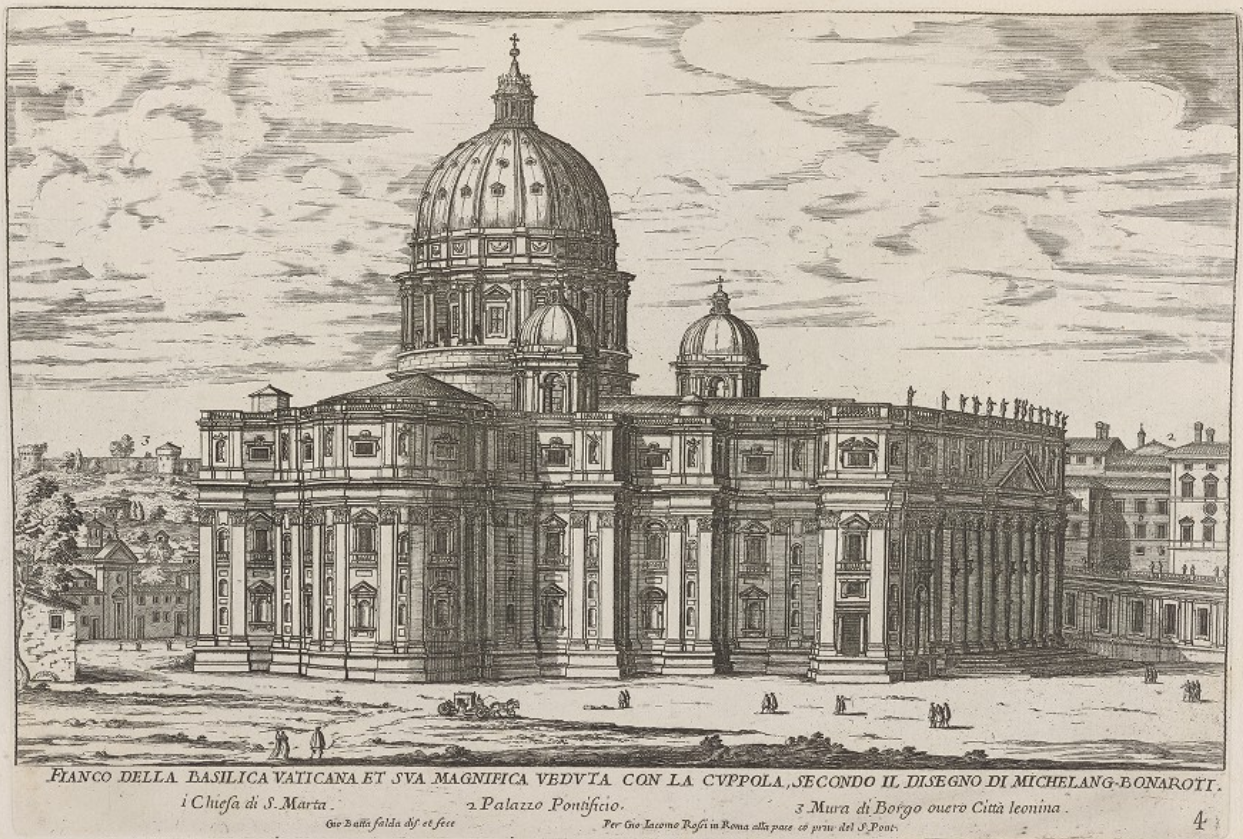
Гравюра с изображением собора Святого Петра, ок. 1667–1679 годов

В конце апреля все фракции, кроме «Летучего эскадрона», распались, и кардиналы согласились избрать Эмилио Альтьери. 29 апреля 1670 года на утреннем голосовании Альтьери получил три голоса — столько же, сколько он получал постоянно с начала конклава. На дневном голосовании он получил двадцать один голос, а вскоре ещё тридцать пять кардиналов провозгласили его Папой. Таким образом, его окончательное число выборщиков составило пятьдесят шесть из возможных пятидесяти девяти. Альтьери был стар и слаб здоровьем и сопротивлялся собственному избранию до такой степени, что двум кардиналам пришлось вытаскивать его из комнаты, чтобы добиться провозглашения. Его избрание состоялось в 15:00, но он сопротивлялся избранию в течение часа. Он принял имя Климент в честь Климента IX, который сделал его кардиналом. В свои 79 лет Альтьери стал старейшим лицом, избранным Папой римским.